# Nemomydas desideratus
Nemomydas desideratus är en tvåvingeart som först beskrevs av Johnson 1912.  Nemomydas desideratus ingår i släktet Nemomydas och familjen Mydidae. Inga underarter finns listade i Catalogue of Life.